# Трофімувка
Трофімувка (пол. Trofimówka) — село в Польщі, у гміні Янув Сокульського повіту Підляського воєводства.
Населення — 177 осіб (2011).
У 1975—1998 роках село належало до Білостоцького воєводства.

## Демографія
Демографічна структура станом на 31 березня 2011 року:
|          | Загалом | Допрацездатний вік | Працездатний вік | Постпрацездатний вік |
| -------- | ------- | ------------------ | ---------------- | -------------------- |
| Чоловіки | 93      | 18                 | 62               | 13                   |
| Жінки    | 84      | 9                  | 44               | 31                   |
| Разом    | 177     | 27                 | 106              | 44                   |